# Bisdom Troyes

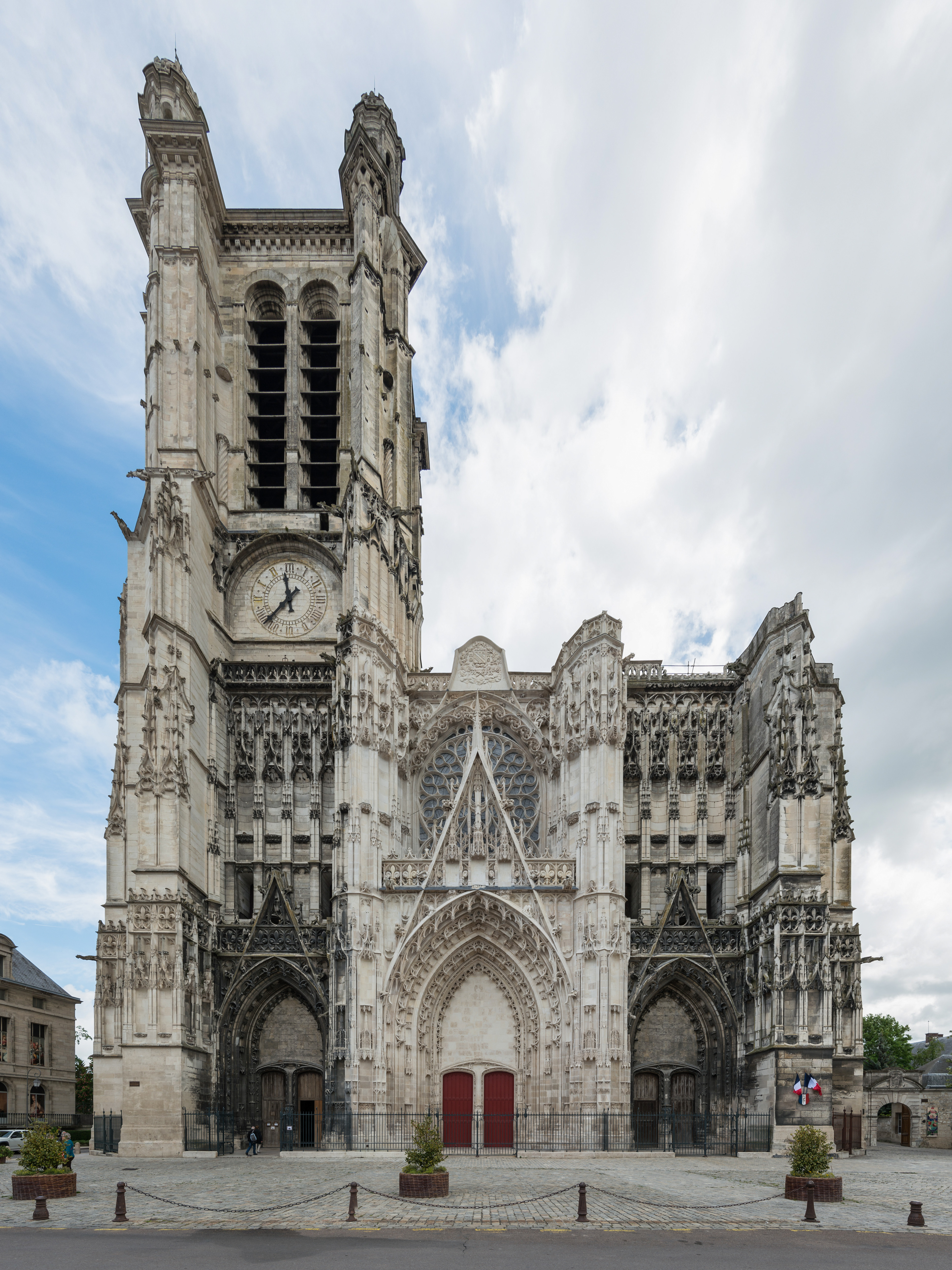
Kathedraal van Saint-Pierre-et-Saint-Paul in Troyes (westvleugel)

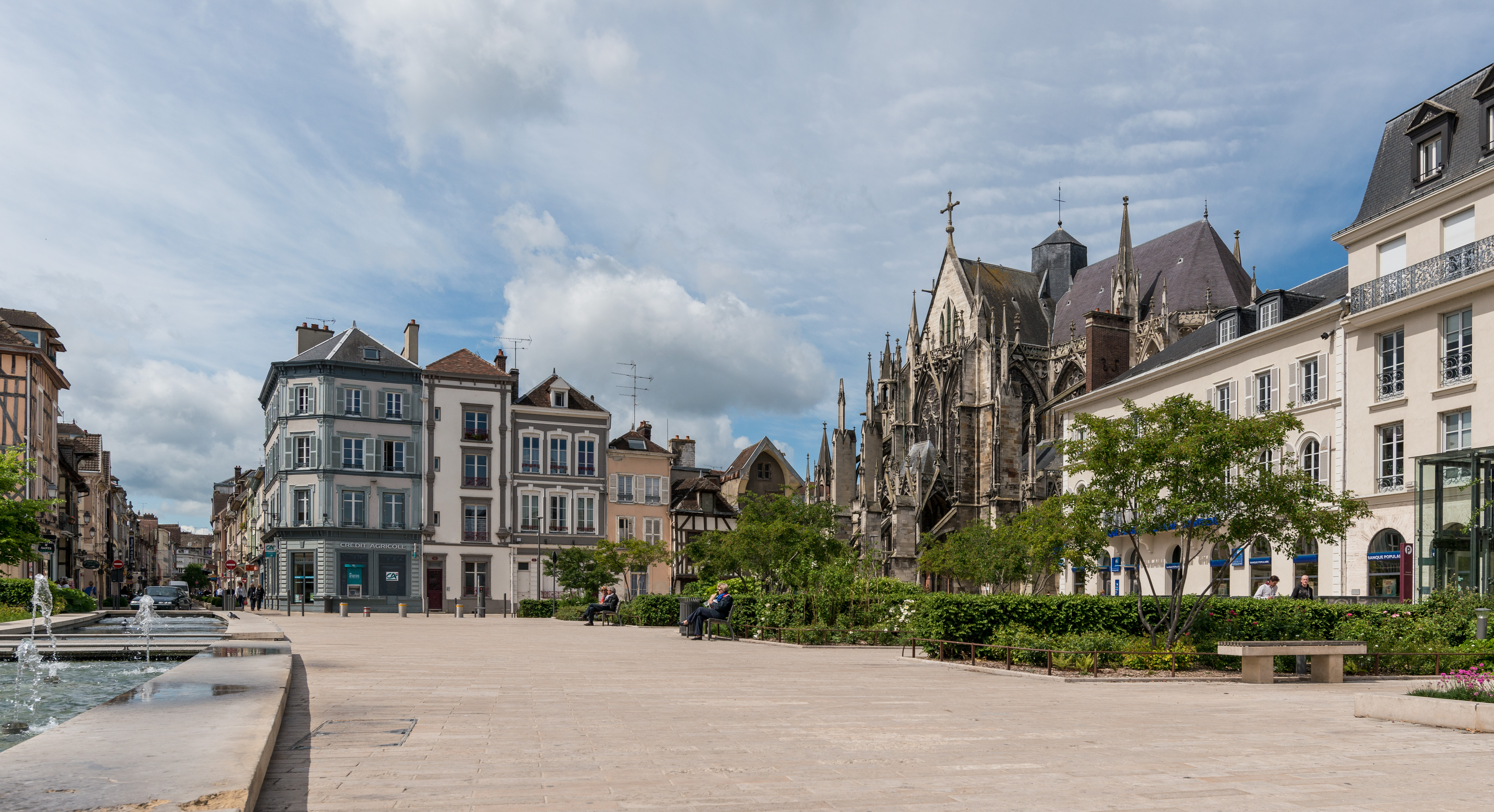
Kathedraal van Troyes, met rechts het voormalige benedictinessenklooster; Place de la Libération in Troyes

Het bisdom Troyes (Latijn: Dioecesis Trecensis;  Frans: Diocèse de Troyes) is een rooms-katholiek bisdom in Frankrijk, met bisschopszetel in Troyes aan de Seine. Het bisdom bestaat sinds de 4e eeuw en was eeuwenlang een van de bisdommen in de oude provincie Champagne. De bisschopskerk is de kathedraal Saint-Pierre-et-Saint-Paul in Troyes.
Het huidig grondgebied van het bisdom is deze van het departement Aube (sinds 1822).
Het bisdom behoort tot de kerkprovincie van het aartsbisdom Reims, sinds 2002. Historisch behoorde het bisdom eeuwenlang tot de kerkprovincie en invloedssfeer van het aartsbisdom Sens.

## Geschiedenis

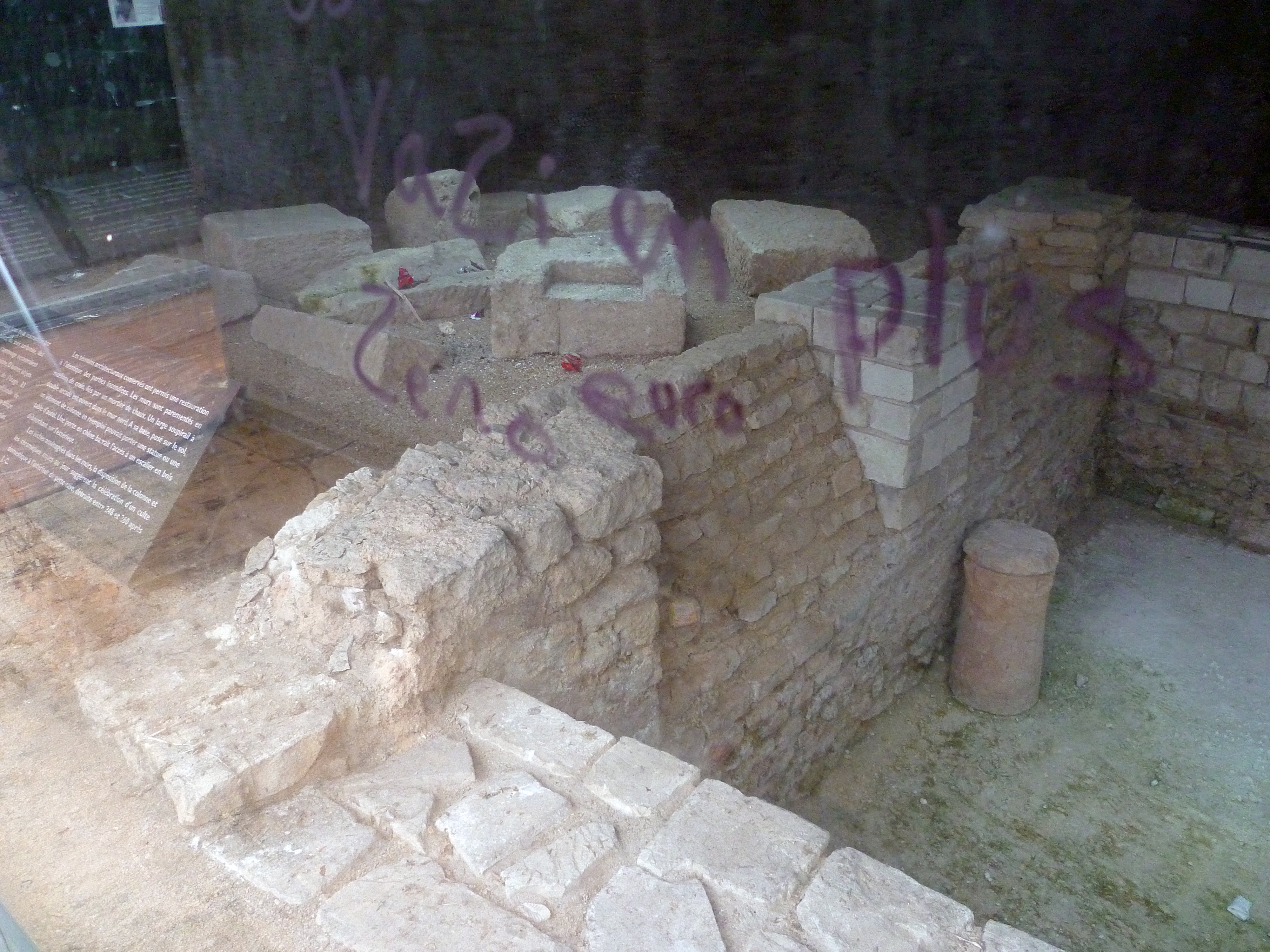
Romeins bouwwerk in Troyes

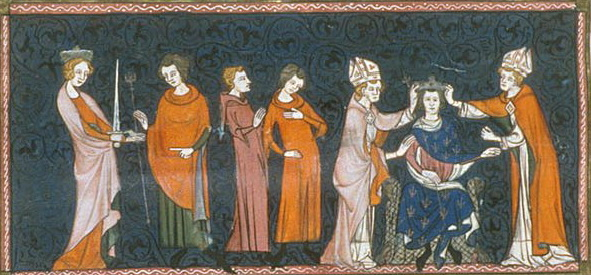
Kroning van Lodewijk II de Stamelaar (878)

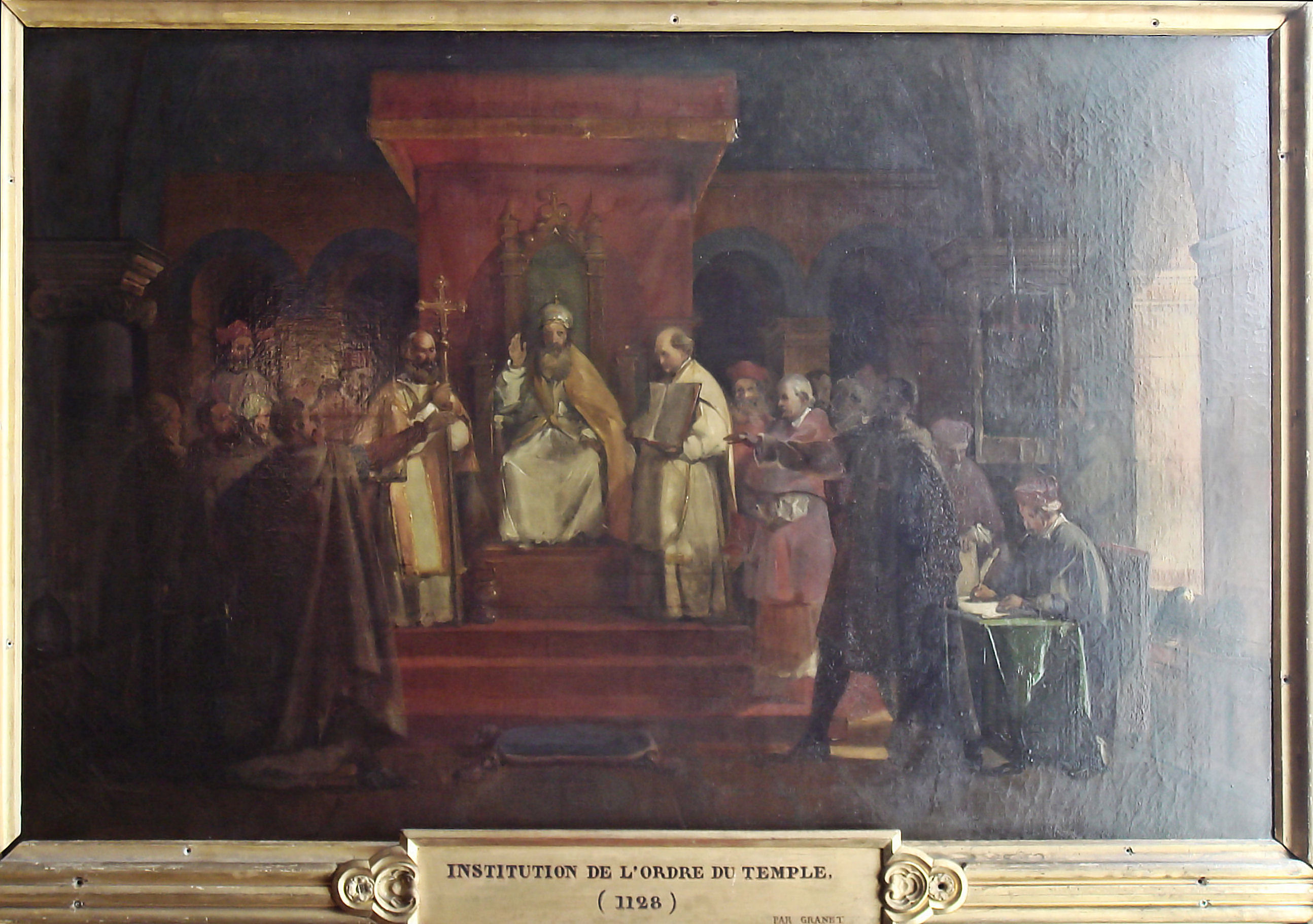
Paus Honorius II richtte de Orde van de Tempeliers op, na het concilie van Troyes (1128-1129)

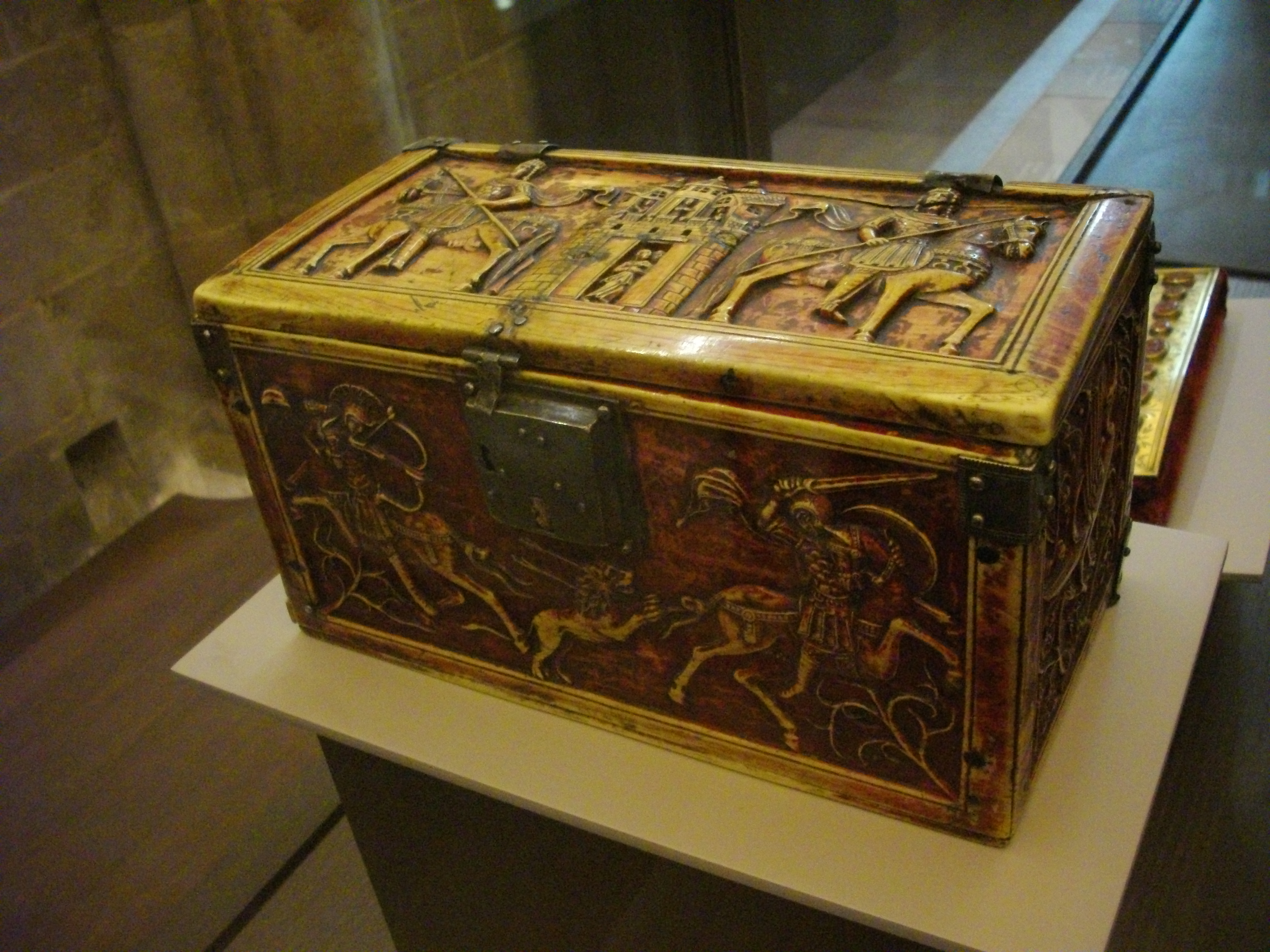
Koffer uit Constantinopel, bezorgd door bisschop Garnier de Traînel in de 4e kruistocht

### Gallo-Romeinse tijd
Het Gallo-Romeinse volk van de Tricasses leefde aan de bovenloop van de Seine; het gebied had dan ook vele namen Tricassium, Trecassina, Tricases, Trecasses etc. De eerste christen predikers in het gebied zouden Potentien en Sérotin geweest zijn, aan het einde van de 3e eeuw. Zij werden gezonden vanuit Sens, eveneens gelegen in de Romeinse provincia Gallia Lugdunensis. De Gallo-Romeinse bevolking verjoeg de twee geestelijken op gewelddadige wijze uit Troyes, dat niet meer was dan een bewoond eiland in de Seine. Pas in 313 werd het christendom toegestaan door het Edict van Milaan in het gehele Romeinse Rijk. Dit betekende voor Troyes en andere Gallische steden nieuwe missioneringen en de oprichting van een bisdom. Troyes werd als civitas van de Tricasses een bisschopsstad. Het bisdom Troyes stond onder invloed van het aartsbisdom Sens. Er bestaat onzekerheid over welke geestelijke uit Sens de eerste bisschop was in Troyes. Traditioneel wordt Saint Amatour genoemd.

### Middeleeuwen en nadien
Met de komst van Clovis en de Franken kreeg het gebied van de Tricasses een nieuwe naam: Champagne, wat betekent à campis vastis of met de uitgestrekte velden. Door het verdrag van Verdun (843) kwam de bisschop van Troyes terecht onder het gezag van de koningen van West-Francië of Frankrijk. Dit verdrag was bepalend voor elke verdere bisschop van Troyes, die immers een hoveling werd van de Franse koning. Meerdere graafschappen in het gebied vormden finaal het graafschap Champagne. De bisschop van Troyes werd een van de bisschoppen van de grote provincie Champagne. Dankzij de Franse koning Filips IV de Schone werd het gebied rechtstreeks aan de Franse Kroon gehecht. Daarmee bleef de Franse politiek in het bisdom Troyes manifest aanwezig, in tegenstelling tot het naburige bisdom Langres, dat meerdere grenzen kende tussen Frankrijk, Bourgondië en het Heilig Roomse Rijk. Met Filips de Schone werd een andere bisschopsstad in de Champagne hoofdstad van Champagne: Châlons-en-Champagne. Nog eenmaal kende het bisdom Troyes een hoogtepunt, namelijk tijdens de voorbereidingen en ondertekening van het verdrag van Troyes (1420). Dit verdrag werd ondertekend in de kathedraal. Het Frans en Engels koningspaar verbleven in deze stad van de Champagne, dat feitelijk onder Engels bestuur stond.
In de 2e helft van de 16e eeuw vond er oproer plaats tussen hugenoten en katholieken in en rond de kathedraal van Troyes, tijdens de Franse godsdienstoorlogen.

### Franse Revolutie en nadien
Met de Franse Revolutie werd het machtige benedictinessenklooster van Troyes afgeschaft. De bisschop behield evenwel zijn zetel. Van 1801 tot 1822 bestuurde hij tijdelijk delen van het bisdom Langres en het aartsbisdom Sens. In 2002 besliste paus Johannes Paulus II door zijn hervorming van de Franse bisdommen dat het bisdom Troyes een suffragaanbisdom werd van Reims. Hiermee werd de eeuwenoude band tussen Troyes en Sens doorgeknipt.

## Concilies gehouden in Troyes
De kathedraal van Troyes was enkele malen de zetel van een concilie. Het gaat niet om oecumenische concilies van de hele kerk, maar om lokale vergaderingen van Franse bisschoppen.
- 878: kroning van Lodewijk de Stamelaar tot koning van West-Francië door paus Johannes VIII
- 1104: tuchtonderzoek van een bisschop van Senlis wegens een aanklacht van simonie
- 1107: paus Paschalis II discuteert in Troyes met Franse bisschoppen tijdens de Investituurstrijd
- 1128-1129: oprichting van de Orde van de Tempeliers. Het concilie werd voorgezeten door de pauselijke legaat Mathieu[6]. Deze was kardinaal-bisschop van Albano en voormalig prior van de benedictijnen van Saint-Martin-des-Champs in Parijs. De paus was niet aanwezig in Troyes.

## Enkele bisschoppen van Troyes[7]
- Lupus, 5e eeuw. Hij zou Attila de Hun afgehouden hebben van plunderingen van Troyes.
- Prudentius, 9e eeuw
- Ansegisus, 10e eeuw. Hij versloeg de oprukkende Noormannen op de Seine, met hulp van andere edelen uit de Champagne (924-925).
- Garnier de Traînel of Garnier de Traisnel, 12e eeuw. Hij sloot zich aan bij de doge van Venetië in de 4e kruistocht; hij stuurde talrijke relikwieën naar de kathedraal van Troyes
- Etienne de Givry, 15e eeuw. Van hem is niets bekend tenzij het feit dat onder zijn bestuur het verdrag van Troyes (1420) werd ondertekend tussen Engeland en Frankrijk.
- Jacques-Bénigne Bossuet, 17e eeuw. Hij was naamgenoot en neef van Jacques-Benigne Bossuet
- Joseph-Charles Lefèbvre, 20e eeuw